# Afronurus furcatus
Afronurus furcatus is een haft uit de familie Heptageniidae. De wetenschappelijke naam van de soort is voor het eerst geldig gepubliceerd in 2003 door Zhou & Zheng.
De soort komt voor in het Palearctisch gebied.